# وایچ فاولر
وایچ فاولر (به انگلیسی: Wyche Fowler) سناتور سابق عضو حزب دموکرات ایالات متحده آمریکا بود. وی در سال ۱۹۸۷ تا ۱۹۹۳ میلادی سناتور ایالت جورجیا در سنای ایالات متحده آمریکا بود.